# ژوزلینا رودریگز
ژوزلینا رودریگز (انگلیسی: Jeoselyna Rodríguez؛ زادهٔ ۹ دسامبر ۱۹۹۱) بازیکن والیبال اهل جمهوری دومینیکن است.